# Ford Fiesta VII
La Ford Fiesta VII (oppure Fiesta MkVII o Mk8 nel mercato anglosassone) è un'autovettura di segmento B prodotta dalla filiale europea della casa automobilistica statunitense Ford dal 2017 al luglio 2023.
Si tratta della settima e ultima generazione della Ford Fiesta.

## Storia

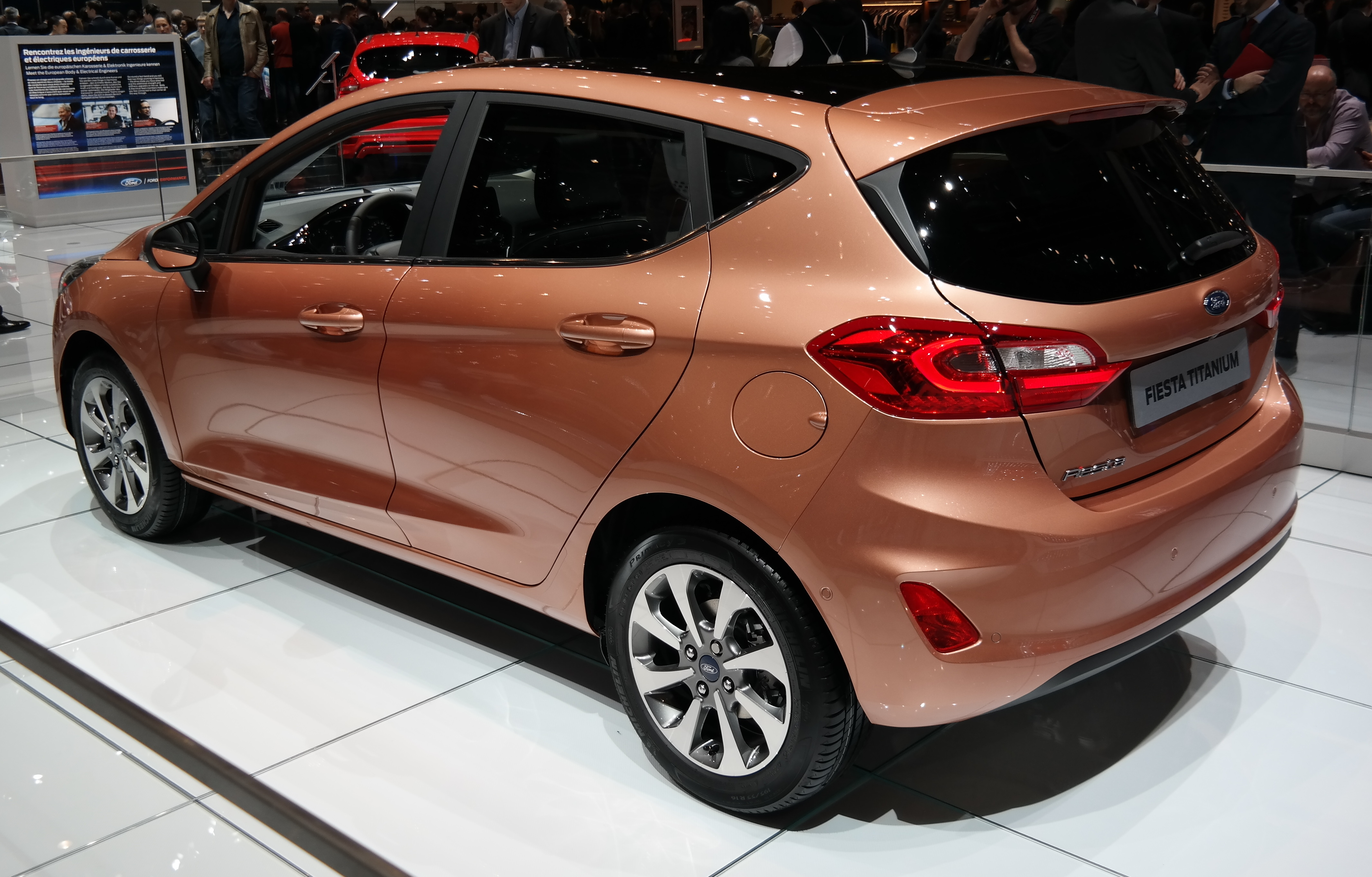
Fiesta 5 porte

Il 29 novembre 2016 la settima serie è stata annunciata in Germania con un evento dedicato alla stampa nell'impianto di Colonia dove viene prodotta. La gamma della Fiesta si articola in cinque distinte varianti: Plus, Titanium, Active (esteticamente simile a un crossover SUV, con rivestimenti in plastica lungo la parte bassa della carrozzeria, portapacchi sul tetto e un'altezza da terra di 4 cm in più rispetto alle altre versioni), Vignale (versione di lusso dotata di cerchi in lega da 18 pollici e sedili trapuntati in pelle) e ST Line (versione sportiva, dotata di griglia nera lucida, sedili sportivi e sospensioni più rigide).
Rispetto al modello precedente, il nuovo modello è più lungo di 7 centimetri, arrivando a 4040 mm (nella variante ST Line sono 4070) ed è più largo di 1,2 cm per un totale di 1734 mm; l'altezza è stata ridotta di 20 mm per un totale di 1480 mm eccetto la ST-Line che è 10 mm più bassa arrivando a 1470 mm; il passo è stato incrementato di 20 mm. Il telaio è il medesimo della vecchia generazione ma ha subito delle modifiche per irrigidimento della scocca.

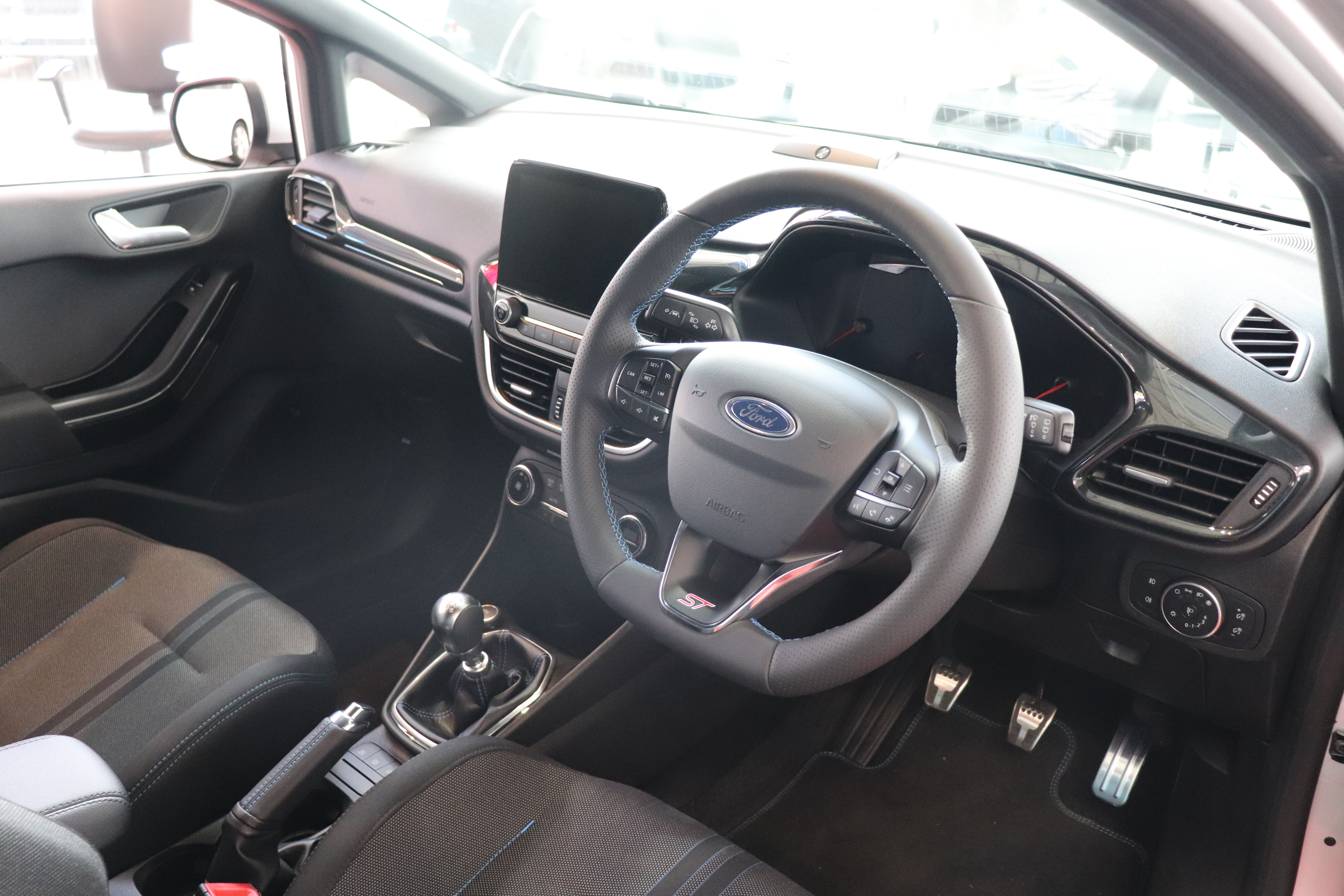
Interni

Lo stile rimane simile alla precedente generazione, presentando tra le maggiori differenze, i fari posteriori orizzontali che arrivano nel portellone e la calandra con presa d'aria più ampia e sportiva. Gli interni presentano materiali migliorati rispetto alla vecchia serie e vi è un nuovo sistema multimediale nella console centrale simile a un tablet dotato di funzioni tattili; il vano bagagli va da 303 litri con i sedili posteriori in uso ai 984 con il divano abbassato.

## Evoluzione

### Fiesta ST

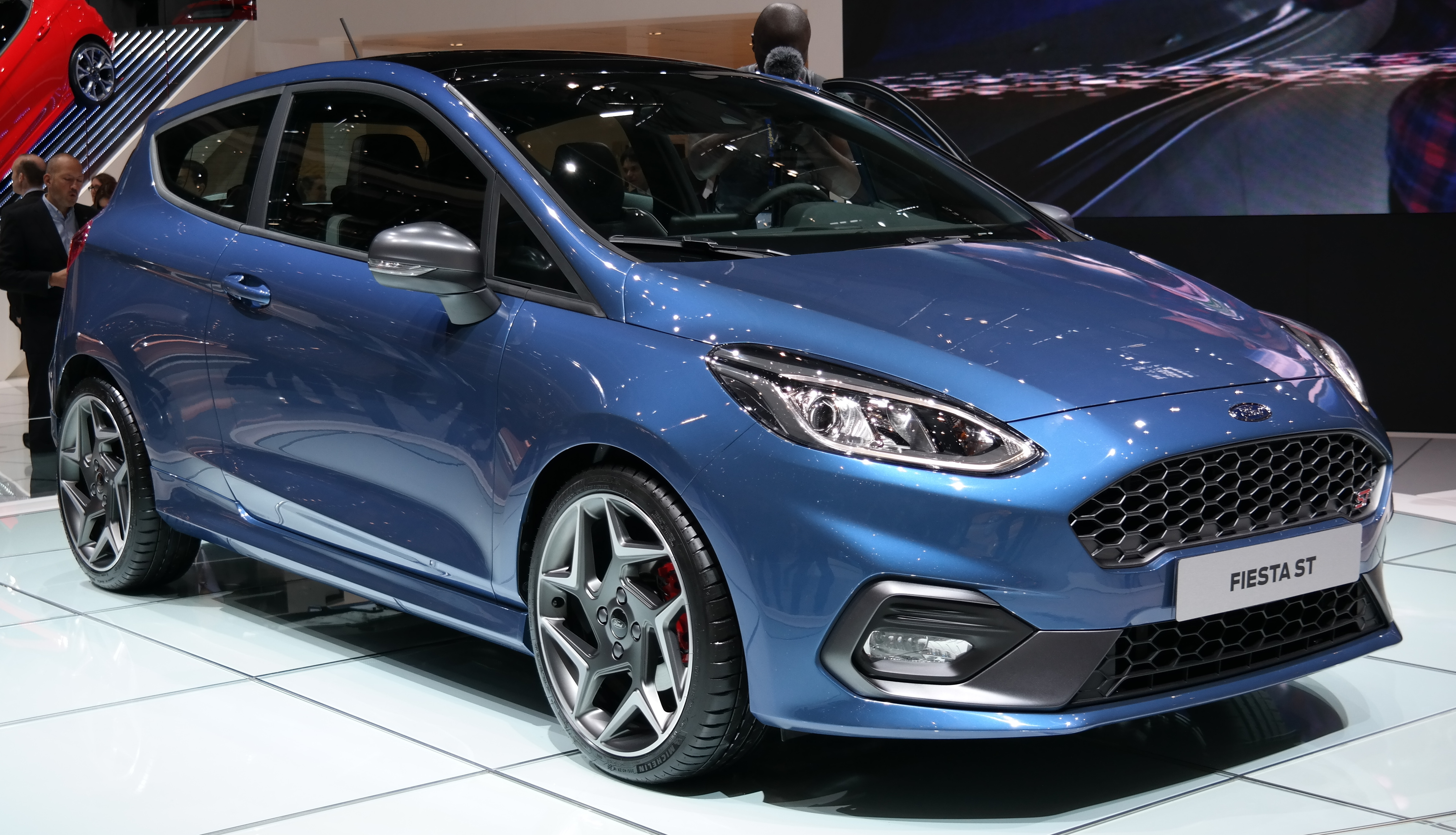
Fiesta ST

Al salone di Ginevra nel marzo 2017 è stata presentata la Fiesta ST MkVII che è caratterizzata da un nuovo motore Ecoboost da 200 CV e 290 Nm di coppia con architettura a 3 cilindri e cilindrata totale di 1.5 litri turbocompresso tramite turbina Garrett con un sistema di doppia iniezione elettronica diretta e indiretta composto da 6 iniettori e la tecnologia di disattivazione dei cilindri quando non è richiesta tutta la potenza del propulsore. L'accelerazione da 0 a 100 km/h avviene in 6,7 secondi, mentre la velocità massima è di 232 km/h. La Fiesta ST include anche tre modalità di guida selezionabili: "Normal", "Sport" e "Track". Ogni modalità cambia alcune caratteristiche dell'auto, tra cui la sensibilità dello sterzo, la risposta dell'acceleratore, la disattivazione della funzione "start-stop" del motore e l'apertura della valvola nello scarico, che aumenta il suono prodotto dal motore. Al lancio, è disponibile sia con carrozzeria a tre che con cinque porte e viene fornita di serie con un cambio manuale a sei marce, senza l'opzione di un automatico.
Il 12 marzo 2018 la Ford ha annunciato per la ST la disponibilità di un differenziale a slittamento limitato della Quaife, disponibile per la prima volta sulla Fiesta ST, come parte di un pacchetto d'accessori chiamato "Performance Pack". Il pacchetto include anche una luce di cambiata per effettuare il cambio marcia nel quadro strumenti e il launch control.
Nell'aprile 2019 arriva un'edizione limitata della gamma ST chiamato "Performance Edition". L'autovettura viene fornita con di serie accessori che normalmente sarebbero un optional, come fari a LED, sistema audio B&O e il Performance Pack, vernice Deep Orange, assetto ribassato regolabile e cerchi in lega multirazze più leggeri.

### Aggiornamenti
La produzione è iniziata il 17 maggio dello stesso anno, con un ammodernamento dell'impianto di Colonia dove viene prodotta; la produzione prevista è di un esemplare ogni 68 secondi. Le motorizzazioni comprendono un diesel TDCi 4 cilindri da 1.5 litri con 85 e 120 CV, un benzina da 1.1 litri aspirato a tre cilindri 70 o 86 CV e tre Ecoboost turbocompressi a tre cilindri da 1.0 litro con 100, 125 e 140 CV e il 1.5 litri da 200 CV della ST.
Nei primi mesi del 2019, gli allestimenti vedono una riduzione delle motorizzazioni disponibili in quasi tutta Europa. Nello specifico il mercato italiano i più potenti Ecoboost a tre cilindri da 125 e 140 CV e del TDCI a quattro cilindri da 120 CV, disponibili da giugno 2019 solamente in alcuni listini tra cui quello per il mercato britannico. 

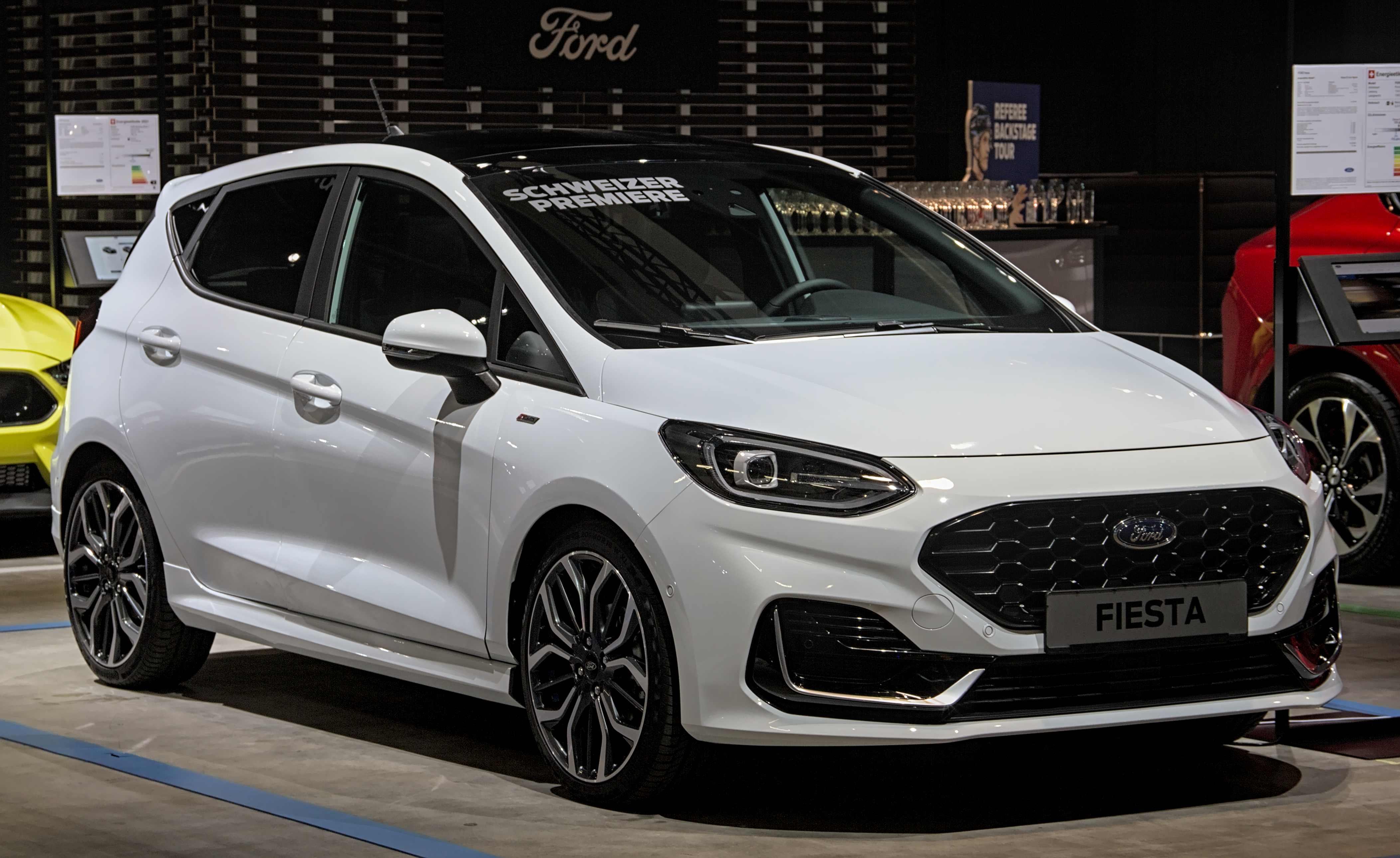
Restyling 2021

Il 9 giugno 2020 viene, tramite un comunicato da parte di Ford a Colonia, annunciata la nuova versione elettrificata, sempre con il motore Ecoboost da 1.0 litri da 125 CV accompagnato dal sistema BISG Ford facendo così rientrare la vettura nella categoria delle mild hybrid.

### Restyling 2021
La versione rivista della settima generazione è stata presentata a metà settembre 2021. 

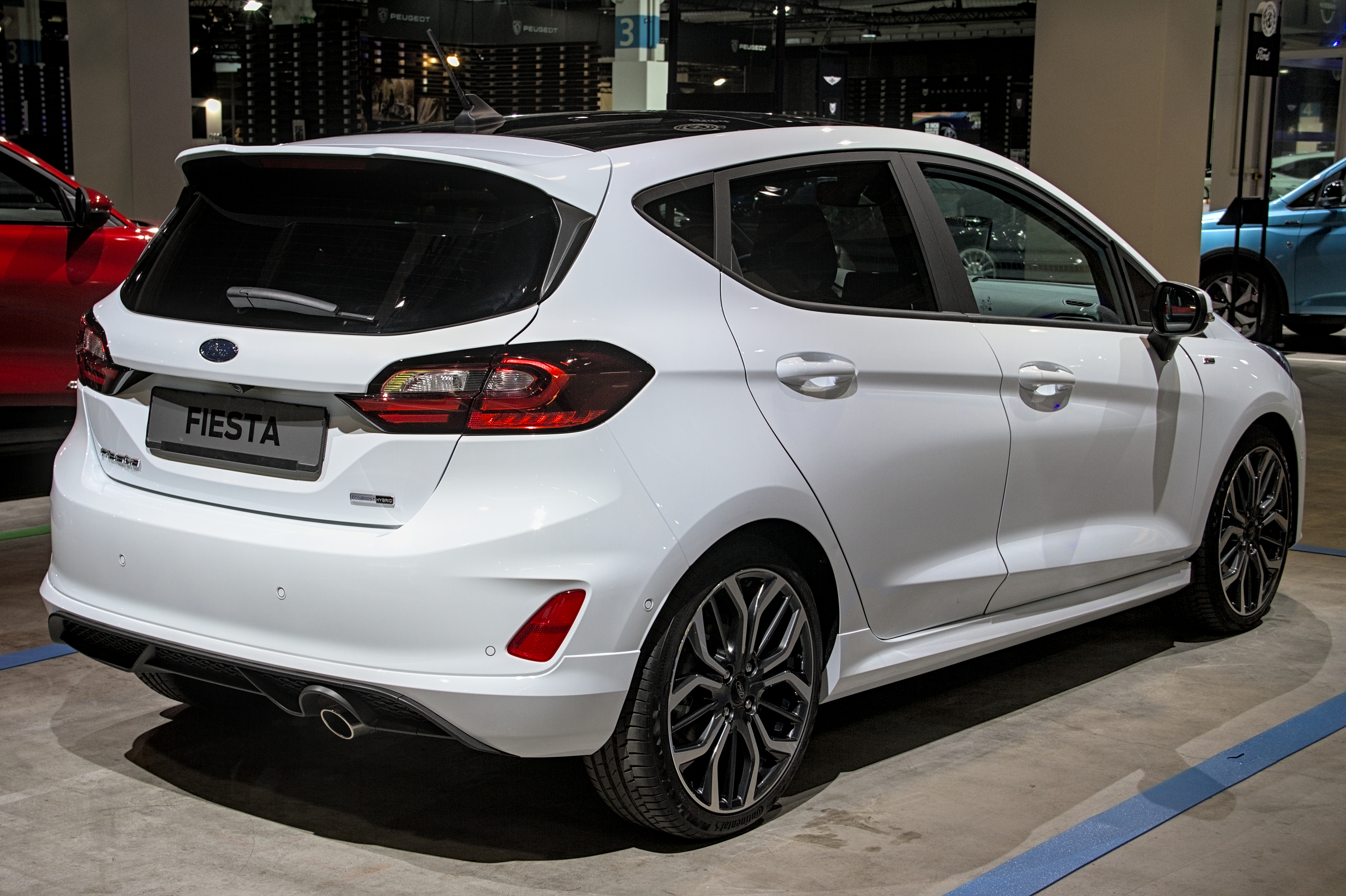
Retro restyling

Le modifiche più evidenti riguardano il design della parte anteriore che viene totalmente modificato, con un nuovo cofano più spiovente, nuovi paraurti e soprattutto una inedita calandra ottagonale con il logo Ford che viene spostato dal cofano all'interno della griglia frontale; inediti sono anche i fari, che ora sono dotati di tecnologia Full LED di serie su tutti gli allestimenti. In opzione sono disponibili anche i fari a matrice di LED adattivi. 
La precedente versione Vignale è stata soppressa e soppiantata da un pacchetto optional avente lo stesso nome. Nell'abitacolo c'è un nuovo display nella consolle centrale da 8 pollici e un secondo display nel cruscotto che funge da quadro strumenti digitale da 12,3 pollici che va a sostituire la strumentazione analogia a lancette. L'unico cambiamento nelle motorizzazioni è l'aumento di coppia del motore EcoBoost da 1.5 litri del modello ST che arriva a 320 Nm.
Nel luglio 2023 Ford ne cessa la produzione, ponendo così fine a 47 anni di storia, riconvertendo le catene di montaggio di Colonia all'assemblaggio di un SUV completamente elettrico, la Ford Explorer.

## Motorizzazioni
| Modello                    | Motore                                   | Cilindrata cm³ | Potenza kW (CV)/rpm | Coppia max Nm/rpm | Trasmissione       | Consumo km/l | 0–100 km/h (secondi) | Velocità max (km/h) |
| -------------------------- | ---------------------------------------- | -------------- | ------------------- | ----------------- | ------------------ | ------------ | -------------------- | ------------------- |
| 1.1 Duratec Ti-VCT 75 CV   | 3 cilindri in linea, Benzina/GPL         | 1084           | 51 (75)/5000        | 110/3500          | Manuale 5 marce    | 16,6         | 14,9                 | 160                 |
| 1.1 Duratec Ti-VCT 70 CV   | 3 cilindri in linea, Benzina             | 1084           | 51 (70)/5000        | 110/3500          | Manuale 5 marce    | 22,7         | 14,9                 | 160                 |
| 1.1 Duratec Ti-VCT 85 CV   | 3 cilindri in linea, Benzina             | 1084           | 63 (85)/6300        | 110/3500          | Manuale 5 marce    | 21,2         | 14                   | 170                 |
| 1.0 EcoBoost 85 CV         | 3 cilindri in linea, turbobenzina        | 999            | 63 (85)/4000        | 170/1500          | Manuale 6 marce    | 19,2         | 14                   | 170                 |
| 1.0 EcoBoost 100 CV        | 3 cilindri in linea, turbobenzina        | 999            | 74 (100)/4500       | 170/1500          | Manuale 6 marce    | 23,2         | 10,5                 | 183                 |
| 1.0 EcoBoost 125 CV        | 3 cilindri in linea, turbobenzina        | 999            | 92 (125)/6000       | 170/1400          | Manuale 6 marce    | 20,8         | 10                   | 195                 |
| 1.0 EcoBoost 140 CV        | 3 cilindri in linea, turbobenzina        | 999            | 103 (140)/4500      | 180/1500          | Manuale 6 marce    | 22,2         | 9,4                  | 200                 |
| 1.0 EcoBoost Hybrid 100 CV | 3 cilindri in linea, ibrida turbobenzina | 999            | 74 (100)/4500       | 170/1500          | Automatico 6 marce | 17,8         | 12,2                 | 185                 |
| 1.0 EcoBoost Hybrid 125 CV | 3 cilindri in linea, ibrida turbobenzina | 999            | 92 (125)/6000       | 210/1400          | Automatico 6 marce | 17,5         | 9,8                  | 191                 |
| 1.0 EcoBoost Hybrid 125 CV | 3 cilindri in linea, ibrida turbobenzina | 999            | 92 (125)/6000       | 210/1400          | Manuale 6 marce    | 19,2         | 9,8                  | 191                 |
| 1.5 EcoBoost ST 200 CV     | 3 cilindri in linea, turbobenzina        | 1497           | 147 (200)/6000      | 290/1600          | Manuale 6 marce    | 16,6         | 6,5                  | 232                 |
| 1.5 EcoBlue 86 CV          | 4 cilindri in linea, turbodiesel         | 1499           | 63 (86)/3750        | 215/1750          | Manuale 6 marce    | 27,7         | 12,5                 | 175                 |
| 1.5 EcoBlue 120 CV         | 4 cilindri in linea, turbodiesel         | 1499           | 88 (120)/3600       | 270/1750          | Manuale 6 marce    | 28,5         | 9                    | 195                 |